# Sector de subgrupo

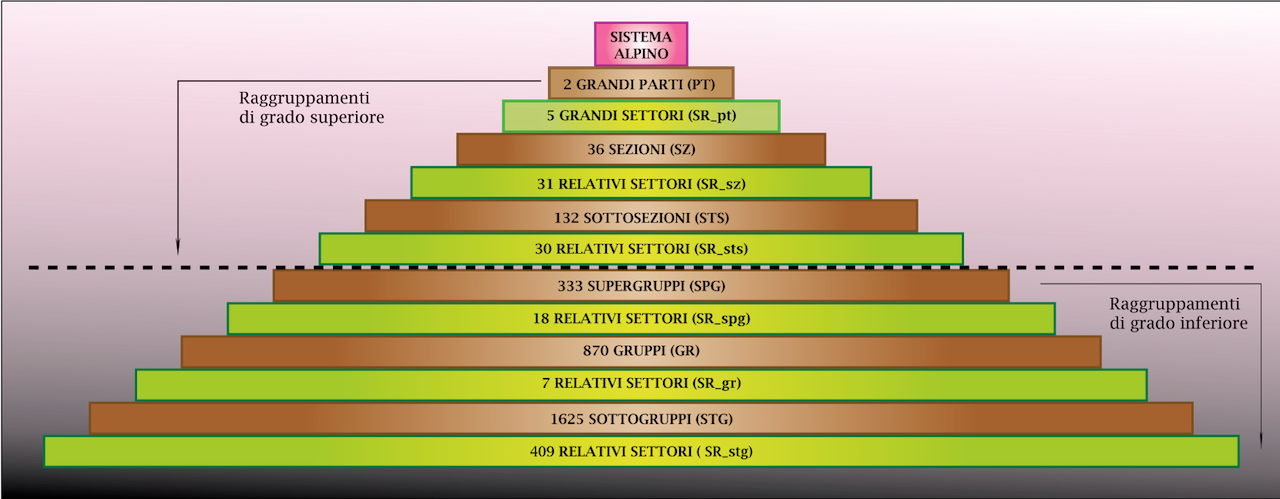
La Pirámide SOIUSA, o las diversas divisiones de los Alpes, de acuerdo con la SOIUSA.

Por Sector de subgrupo (abreviado en italiano como: SR di STG) se entiende un particular macizo montañoso indivisualizado dentro de la cordillera de los Alpes por la SOIUSA.
La SOIUSA indivisualiza 1625 subgrupos (STG) y los subgrupos normalmente son la subdivisión más detallada de la cordillera alpina. A veces, sin embargo, y para poder especificar mejor el subgrupo, se introdujo el concepto de "sector de subgrupo".
El SOIUSA clasifica los sectores de subgrupo por un cifrado especial, ampliando el código de la SOIUSA añadiendo una letra que identifica el sector.
Por ejemplo, el subgrupo denominado Contrafuertes italianos del Mont Blanc está subdividido en cuatro sectores. Por lo tanto cada montaña del subgrupo tendrá un código de la SOIUSA ampliado. La Aiguille Blanche de Peuterey tiene el siguiente código: I/B-7.V-B.2.c/d.